# Princípios cooperativos
Os princípios cooperativistas são uma série de alinhamentos gerais pelos quais se regem as cooperativas e constituem a base filosófica do movimento cooperativo. Derivados das normas que se puseram a si mesmos os chamados Pioneiros de Rochdale, atualmente a organização que mantém estes princípios é a Aliança Cooperativa Internacional (ACI).

Bandeira da ACI, de 1923 a 2001 - Em 2001, a ACI resolveu mudá-la porque muitas outras em estilo arco-íris se tornaram populares nos anos 80 e 90, como a bandeira inca e a do movimento GLBT

## Os sete princípios do cooperativismo
- 1. Adesão livre e voluntária

Cooperativas são organizações voluntárias abertas a todas as pessoas aptas a usar seus serviços e dispostas a aceitar as responsabilidades de sócios, sem discriminação social, racial, política ou religiosa e de gênero.
- 2. Controle democrático pelos sócios

As cooperativas são organizações democráticas controladas por seus sócios os quais participam ativamente, no estabelecimento de suas políticas e na tomada de decisões. Homens e mulheres, eleitos como representantes, são responsáveis para com os sócios. Nas cooperativas singulares, os sócios têm igualdade na votação (um sócio, um voto); as cooperativas de outros graus são também organizadas de maneira democrática.
- 3. Participação econômica dos sócios

Os sócios contribuem de forma equitativa e controlam democraticamente o capital de suas cooperativas. Parte desse capital é propriedade comum das cooperativas. Usualmente os sócios recebem juros limitados (se houver algum) sobre o capital como condição de sociedade. Os sócios destinam as sobras aos seguintes propósitos: desenvolvimento das cooperativas, possibilitando a formação de reservas, parte dessa podendo ser indivisíveis; retorno aos sócios na proporção de suas transações com as cooperativas e apoio a outras atividades que forem aprovadas pelo sócio.
- 4. Autonomia e independência

As Cooperativas são organizações autônomas para ajuda mútua controladas por seus membros. Entretanto, em acordo operacional com outras entidades inclusive governamentais, ou recebendo capital de origem externa, elas devem fazê-lo em termos que preservem o seu controle democrático pelos sócios e mantenham sua autonomia.
- 5. Educação, treinamento e informação

As cooperativas proporcionam educação e treinamento para os sócios de modo a contribuir efetivamente para o seu desenvolvimento. Eles deverão informar o público em geral, particularmente os jovens e os líderes formadores de opinião, sobre a natureza e os benefícios da cooperação.
- 6. Cooperação entre cooperativas

As cooperativas atendem seus sócios mais efetivamente e fortalecem o movimento cooperativo trabalhando juntas através de estruturas locais, nacionais, regionais e internacionais.
- 7. Preocupação com a comunidade

As cooperativas trabalham pelo desenvolvimento sustentável de suas comunidades através de políticas aprovadas por seus membros.

## Princípios cooperativos dosPioneiros de Rochdale[1][2]
- Livre adesão e livre retiro
- Controle democrático
- Neutralidade política, radical e religiosa
- Vendas à vista, em dinheiro
- Devolução de excedentes
- Interesse limitado sobre o capital
- Educação contínua

## Princípios cooperativos da ACI de 1966[1]
- Adesão voluntária e aberta
- Controle democrático
- Devolução limitada à igualdade
- Os superávits pertencem aos membros
- Educação para os membros e o público nos princípios cooperativos
- Cooperação entre cooperativas

## Princípios cooperativos da ACI de 1995[1][3]
- Livre acesso e adesão voluntária
- Controle, organização e gestão democrática
- Participação econômica dos seus associados
- Autonomia e independência
- Educação, capacitação e informação
- Cooperação entre cooperativas
- Compromisso com a comunidade